# Bradicardia
La bradicardia es una frecuencia cardíaca lenta en reposo, normalmente por debajo de las 60 ppm (pulsaciones por minuto).
Se considera una frecuencia cardíaca normal durante el sueño, en adultos jóvenes sanos o ancianos, y en atletas.
En algunas personas, la bradicardia por debajo de las 60 PPM puede estar asociada a la fatiga, la debilidad, los mareos, la sudoración y los desmayos.
El término "bradicardia relativa" se utiliza para referirse a una frecuencia cardíaca más lenta que la frecuencia cardiaca en reposo típica de un individuo. Los atletas pueden padecer el síndrome del corazón del atleta, que incluye la bradicardia como parte de las adaptaciones cardiovasculares al entrenamiento.
La palabra española «bradicardia» proviene del griego βραδυκαρδία [bradykardía], que significa ‘corazón lento’:
- βραδύς [bradýs] ‘lento’
- καρδία [kardía] ‘corazón’.

Generalmente es indicio de enfermedades del corazón, y también puede ser síntoma de meningitis u otras lesiones del encéfalo.
La bradicardia no implica necesariamente la presencia de enfermedades coronarias o fallo sistémico de nodos auriculares. La bradicardia, asimismo, debe ser tomada como antecedente para un infarto estable, y aun cuando se presente en atletas o adultos jóvenes deberá ser evaluada cuidadosamente para descartar males congénitos o lesiones de origen infeccioso o químico. También ocasiona dolor en el pecho, mareo y falta de respiración, y, si el dolor es intenso, puede llegar a desmayos.

## Causas
La bradicardia es causada por algo que interrumpe los impulsos eléctricos normales que controlan el ritmo de la acción de bombeo del corazón.
Muchas cosas pueden causar o contribuir a problemas con el sistema eléctrico del corazón, incluyendo:
- Alteraciones presentes en el corazón originadas antes del nacimiento (cardiopatía congénita).
- El daño a los tejidos del corazón por enfermedad cardíaca o un ataque al corazón.
- El desequilibrio de electrolitos, minerales relacionados con las sustancias necesarias para la conducción de los impulsos eléctricos.
- El mal funcionamiento de la glándula tiroides, más precisamente en relación con el hipotiroidismo.
- El reflejo de inmersión de los mamíferos, el cual es la reacción ante el agua para así poder optimizar el consumo de oxígeno.
- La denominada enfermedad de Wernicke.
- La hipertensión o una presión arterial alta.
- La hipotermia.
- La infección de los tejidos del corazón (miocarditis).
- La apnea obstructiva del sueño, la cual es la constante o repetida interrupción de la respiración cuando se está durmiendo.
- La hemocromatosis, la acumulación de hierro en los órganos.
- Las enfermedades inflamatorias, como la fiebre reumática o el lupus.
- Los medicamentos, incluyendo algunos para otros trastornos del ritmo cardíaco (adenosina), contra la hipertensión, algunos ansiolíticos y antipsicóticos.
- Una complicación derivada de una previa cirugía del corazón.

## Bradicardia en niños
La bradicardia en niños es una condición caracterizada por una frecuencia cardíaca más lenta de lo normal, la cual varía según la edad del niño. 
En recién nacidos prematuros, esta reducción es fisiológica y se asocia a la inmadurez de los sistemas reguladores de la frecuencia cardíaca, resolviéndose gradualmente con cuidados adecuados y medicación. Las causas más frecuentes de bradicardia en recién nacidos incluyen defectos cardíacos congénitos, encefalopatías y traumatismos al nacer.
En lactantes y niños mayores, puede deberse a factores como infecciones complicadas con miocarditis, hipotiroidismo, intoxicaciones, y obstrucción de la respiración nasal por adenoides. 
En adolescentes, además de las causas mencionadas, la bradicardia puede estar relacionada con distonía vegetovascular y enfermedades autoinmunes. La bradicardia sinusal en adolescentes deportistas no es patológica, sino una adaptación fisiológica del corazón a la actividad física intensa

## Bradiarritmia
Es una alteración del ritmo cardíaco caracterizada por una frecuencia cardíaca anormalmente baja acompañada de un ritmo cardíaco inestable o irregular, es decir, es la combinación de una bradicardia con una arritmia. Esta condición puede ser consecuencia de problemas en el nodo sinusal o de bloqueos en la conducción eléctrica entre las aurículas y los ventrículos, lo que da lugar a diversas formas de disfunción como el síndrome del seno enfermo o los bloqueos auriculoventriculares.
Las causas incluyen el envejecimiento del sistema de conducción, enfermedades cardíacas como el infarto de miocardio, ciertos medicamentos como betabloqueantes o digoxina, trastornos electrolíticos y enfermedades sistémicas como el hipotiroidismo. Su clasificación se basa principalmente en el origen del problema: pueden ser de origen sinusal, como la pausa sinusal o el paro sinusal, o de conducción AV, como bloqueo AV de primer, segundo o tercer grado. El diagnóstico se realiza mediante electrocardiograma, monitoreo Holter o estudios electrofisiológicos. El tratamiento depende de la gravedad y los síntomas, e incluye desde la suspensión de medicamentos causantes hasta la colocación de un marcapasos permanente en casos severos o sintomáticos.